# آشور بانیپال بابلا
آشور بانیپال بابلا (۲۵ ژوئن ۱۹۴۴ – ۳۰ مارس ۲۰۱۱) بازیگر، کارگردان نمایش، نمایشنامه‌نویس و هنرمند تجسمی ایرانی بود. در نتیجهٔ انقلاب ۱۳۵۷، او ایران را ترک و به ایالات متحدهٔ آمریکا مهاجرت کرد. در سال ۲۰۰۵، در کنار چهار نویسندهٔ ایرانی دیگر، او برندهٔ جایزهٔ جایزه هلمن-همت دیدبان حقوق بشر شد.

## زندگینامه
آشور بانیپال بابلا به سال ۱۳۲۳ در یک خانواده آشوری مؤمن به کلیسای مشایخی آشوری تهران زاده شد. برای آموزش در رشته فلسفه و علوم دینی دانشگاه آمریکایی بیروت به لبنان رفت و مدرک کارشناسی ارشد مدرسه الهیات خاور نزدیک را دریافت کرد. درخواست کشیش شدن او توسط کلیسای آشوری رد شد؛ اما گرایش به هنر او را به کارگاه‌های نمایشی لبنان کشاند. آشور بانیپال پس از بازگشت به ایران که همزمان با دوران آغاز به کار جشن هنر شیراز بود، از طریق کارگاه نمایش گروه «اهرمن» را پایه‌ریزی کرد و کار نمایش را در کنار نقاشی پیگیری کرد. «خانهٔ برناردا آلبا» نوشتهٔ «فدریکو گارسیا لورکا» یکی از نمایش‌هایی بود که گروه اهرمن به کارگردانی آشور بانیپال بابلا بر صحنه برد. اما یکی از کارهای جنجالی که نام او را در محافل هنری نوپای تهران بر سر زبان‌ها انداخت، ارائه اثری از بدن برهنهٔ خودش در نمایشگاه نقاشی‌اش بود.
واپسین اثر هنری آشور بانیپال بابلا اجرای نمایشنامه «پدیده‌ای فرای همگان» به زبان‌های انگلیسی و فارسی در «بریک تئاتر» بروکلین نیویورک بود که چند روز پیش از مرگش اجرا شده بود. این نمایش برداشتی آزاد از خودکشی و رویدادهای داستانی بوف کور صادق هدایت است.

## ویژگی آثار
آثار گروه آَشوربانیپال دو تفاوت عمده با آثار دیگر گروه‌های کارگاه نمایش داشت: يکی درگير کردن تماشاگر در نمايش. مثلاً از راه خوش‌وبش و گفت‌وگو و ارتباط متقابل و ديگری بی‌تابی در برابر محافظه‌کاری‌های سياسی، مذهبی و جنسيتی؛ و اين دومی بود که هم نمايش‌های او را در تهران و جشن‌های سالانه هنر شيراز بحث برانگيز می‌کرد و هم کارهای ديگر او را.